# Шелаш (станція метро)
38°45′19″ пн. ш. 9°6′49″ зх. д. / 38.75528° пн. ш. 9.11361° зх. д.
Ш́елаш (порт. Chelas) — станція Лісабонського метрополітену. Знаходиться у східній частині міста Лісабона, в Португалії. Розташована на Червоній лінії (або Сходу), між станціями «Бела-Вішта» і «Олівайш». Станція берегового типу, мілкого закладення. Введена в експлуатацію 19 травня 1998 року в рамках пролонгації метрополітену у східному напрямку міста, де в тому ж році відбувалась міжнародна експозиція присвячена океанам EXPO'98. Розташована в першій зоні, вартість проїзду в межах якої становить 0,75 євро.
Неподалік від станції знаходиться Вищий інженерний інститут Лісабона (порт. Instituto Superior de Engenharia de Lisboa).

## Опис
Окремі архітектурні і декораційні елементи станції нагадують інші 5 нових станцій Червоної лінії («Олаяш», «Бела-Вішта», «Олівайш», «Кабу-Руйву» і «Оріенте»), оскільки усі вони були побудовані і введені в дію в один і той же час. Архітектор — Ana Nascimento, художні роботи виконав Jorge Martins. Станція має лише один вестибюль підземного типу, що має три основних виходи на поверхню, а також ліфт для людей з фізичним обмеженням. На станції заставлено тактильне покриття. 

## Режим роботи[5]
Відправлення першого поїзду відбувається з кінцевих станцій лінії:
- ст. «Аламеда» — 06:30
- ст. «Оріенте» — 06:30

Відправлення останнього поїзду відбувається з кінцевих станцій лінії:
- ст. «Аламеда» — 01:00
- ст. «Оріенте» — 01:00

## Галерея зображень

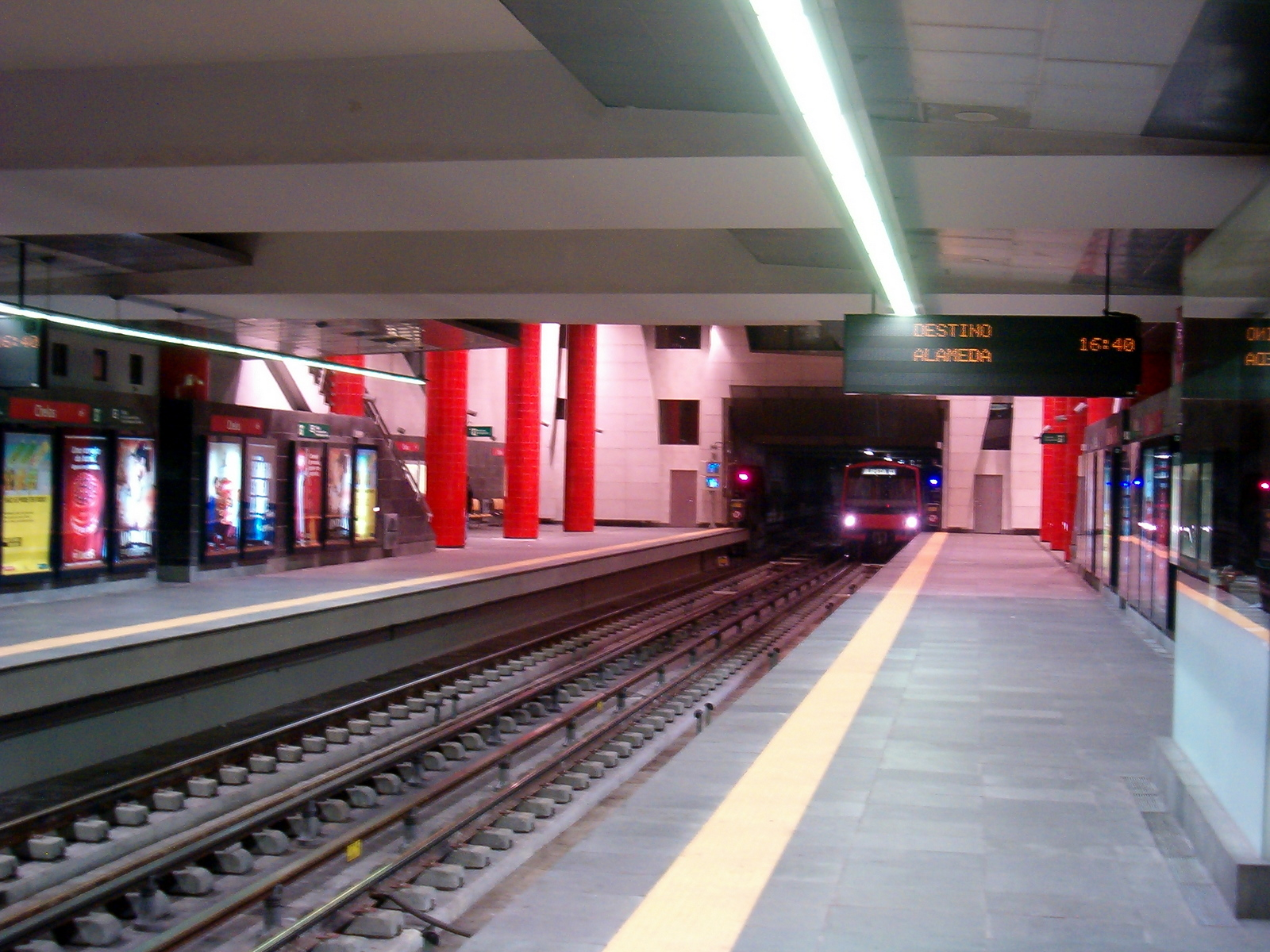
Прибуття поїзда на станцію
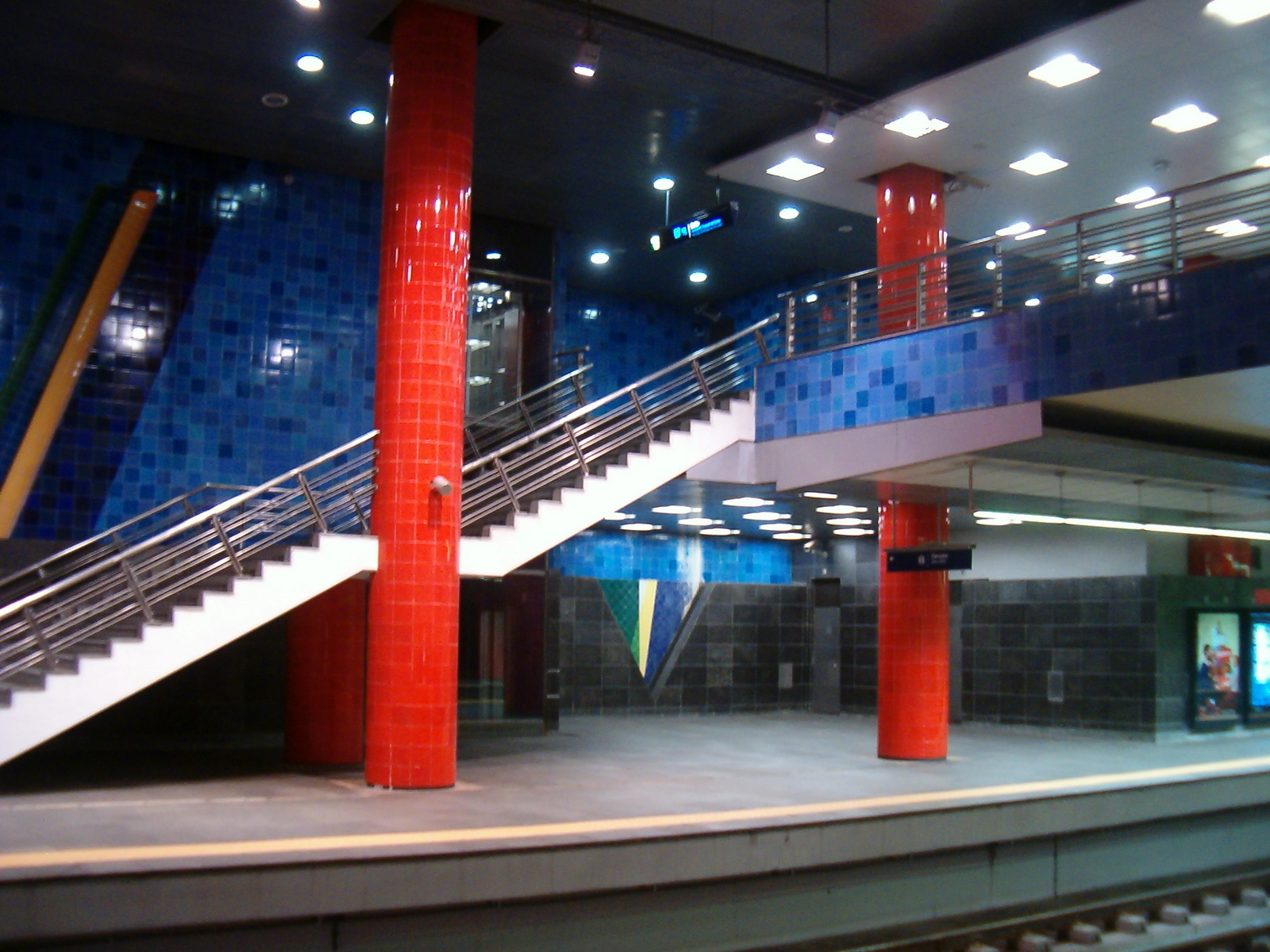
Спуск до посадкової платформи станції
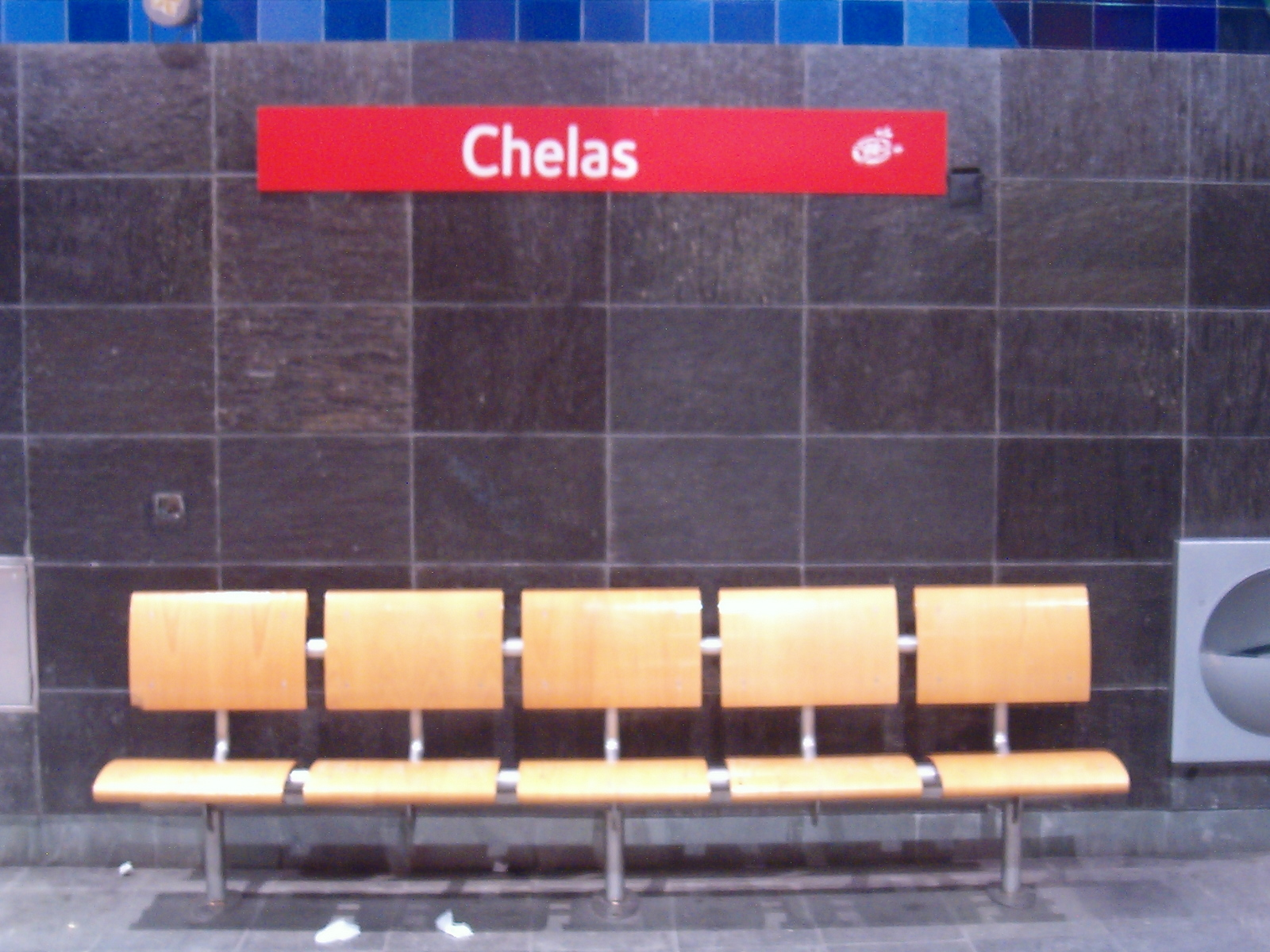
Сидіння на посадковій платформі
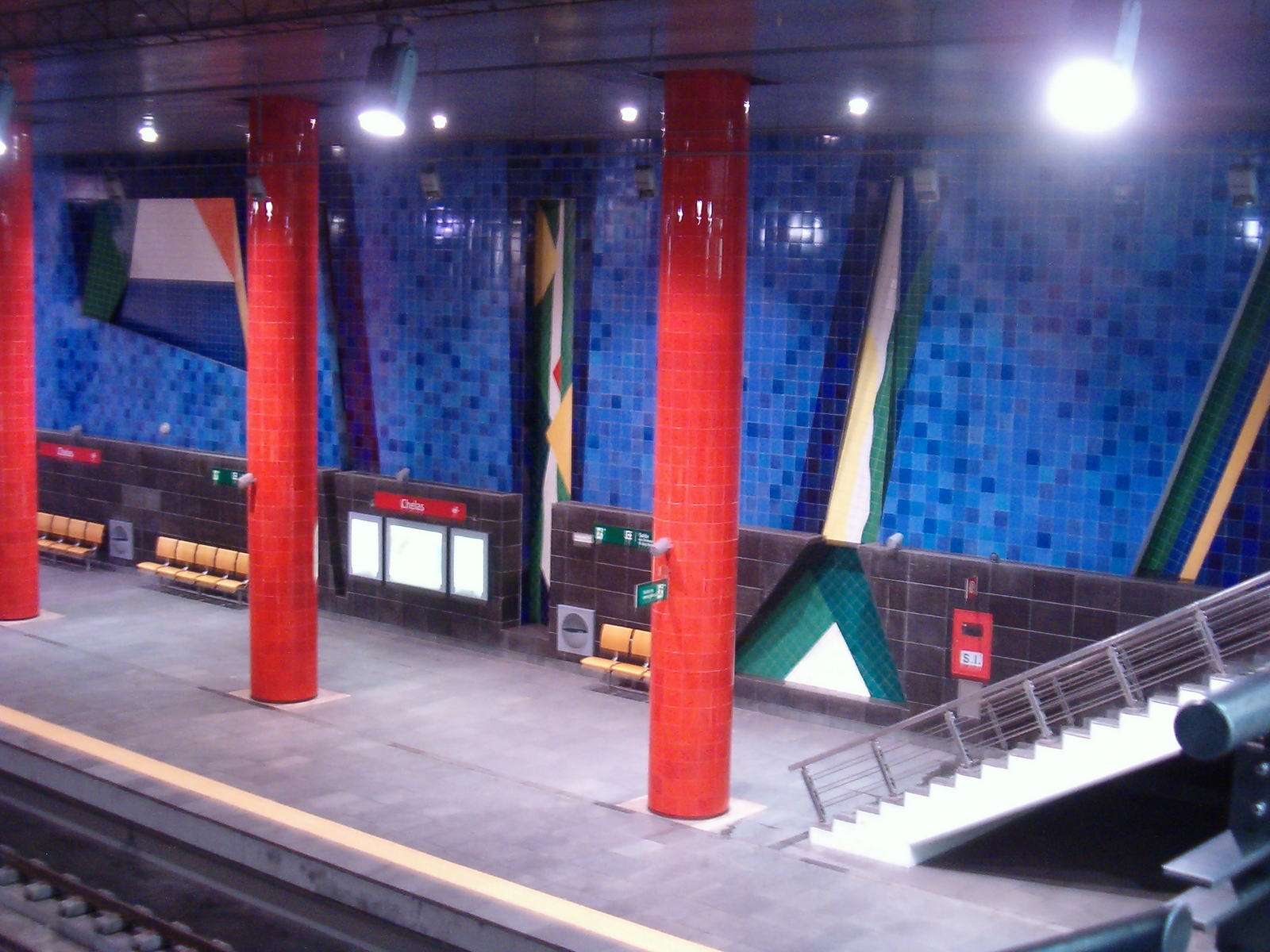
Декорація головної зали станції